# Lamentação de Cristo (Dürer, Nuremberg)
Lamentação de Cristo é uma pintura a óleo sobre painel do tema comum da Lamentação de Cristo atribuída ao artista renascentista alemão Albrecht Dürer, executada por volta de 1498 e agora no Germanisches Nationalmuseum de Nuremberg, Alemanha.

## Descrição
O centro da pintura é ocupado pelo corpo morto de Jesus, sustentado por João, o Apóstolo e lamentado pela Maria, Nicodemos e uma mulher piedosa; Maria Madalena e José de Arimateia estão atrás, segurando bálsamos para preparar o corpo para o sepultamento. Abaixo está a coroa de espinhos e, em proporções mínimas, as representações dos doadores das famílias Holzschuher e Grüber, acompanhados por seus brasões.
A paisagem ao fundo mostra o Calvário, onde os dois ladrões ainda estão pendurados em suas cruzes e, ao centro, a reprodução de uma cidade com um rio. À direita, há uma falésia rochosa e montanhosa com o sepulcro.